# Little Smoky River
Little Smoky River är ett vattendrag i Kanada.   Det ligger i provinsen Alberta, i den centrala delen av landet, 3 100 km väster om huvudstaden Ottawa.
I omgivningarna runt Little Smoky River växer i huvudsak blandskog. Trakten runt Little Smoky River är nära nog obefolkad, med mindre än två invånare per kvadratkilometer.